# Fundescam

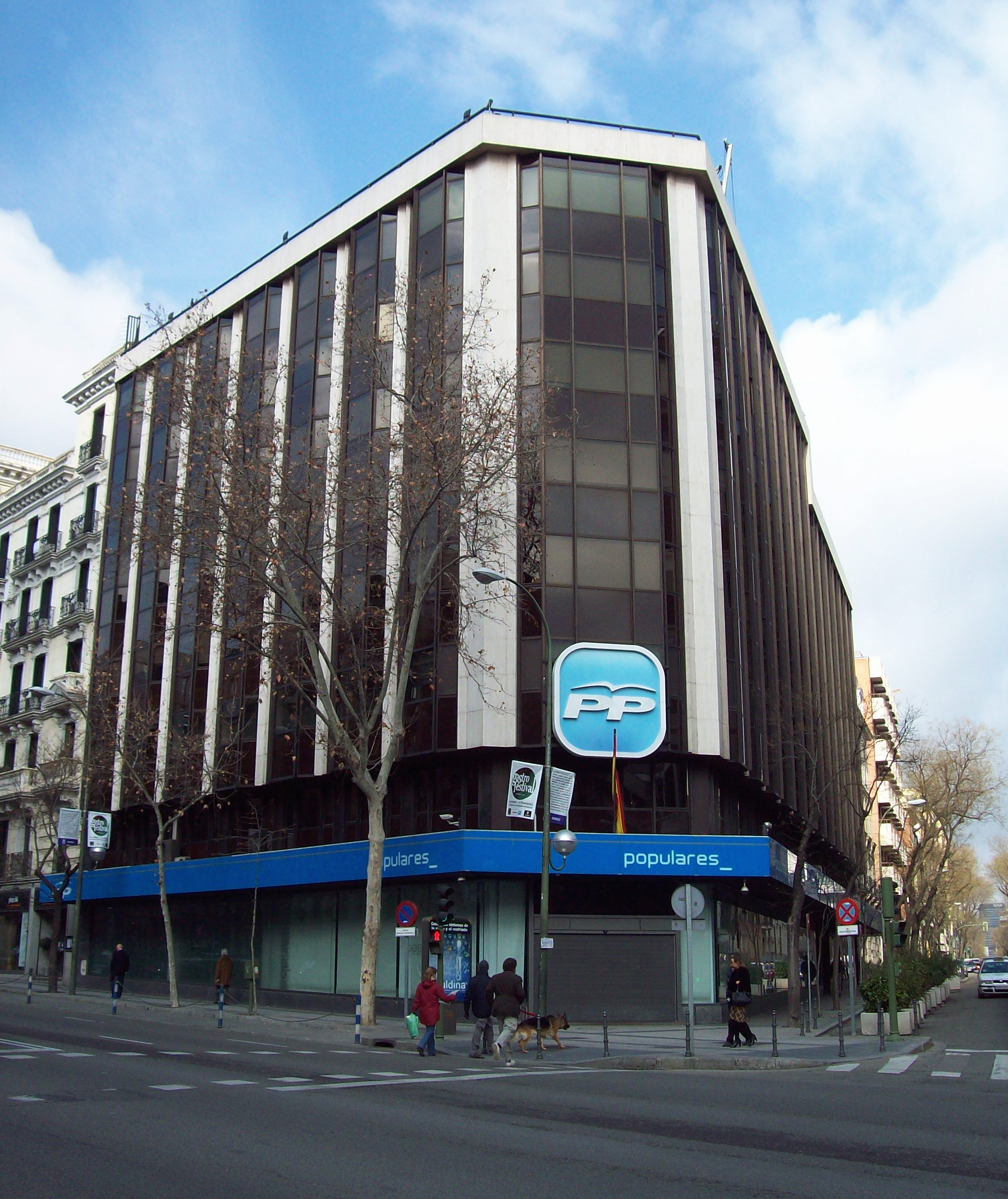
La sede social de la Fundescam se encontraba registrada en la primera planta de la sede nacional del Partido Popular, en la Calle Génova de Madrid.

Fundescam (Fundación para el Desarrollo Económico y Social de la Comunidad Autónoma de Madrid) fue una fundación creada en 2000 por el Partido Popular de Madrid cuya sede social se encontraba en la primera planta de la sede del Partido Popular, en el número 13 de la calle Génova. Según sus estatutos, su función consistía en desarrollar de cursos de formación, editar libros, realizar estudios y celebrar cursos, seminarios o conferencias en la Comunidad de Madrid. Fue disuelta a mediados de 2015.
No se conocen a ciencia cierta las actividades llevadas a cabo por la fundación en sus años de actividad, ya que carecía de información propia, publicidad o página web. Desde 2007, diversas investigaciones judiciales llevadas a cabo por la UDEF y la UCO han relacionado la fundación con la presunta financiación ilegal del Partido Popular. Así, según la investigación, la fundación nunca habría realizado ningún curso de formación de los que se atribuía y simplemente constituía una herramienta que el partido utilizaba para financiar irregularmente con fondos públicos procedentes de subvenciones los gastos de las campañas electorales del Partido Popular.
La fundación se registró como una fundación vinculada al Partido Popular de Madrid en el año 2000, contando como presidente de ella a Pío García-Escudero, que por aquel entonces presidía también el Partido Popular de Madrid. Con motivo de su elección como presidenta del PP de Madrid en 2003, Fundescam pasó a manos de Esperanza Aguirre en 2004. También ha contado como patrono hasta 2007 al expresidente de la Comunidad de Madrid Ignacio González González.
Las actividades de la fundación carecían de publicidad y la última vez que se presentaron sus cuentas ante el registro de fundaciones fue en el año 2004, por lo que su existencia permaneció prácticamente ajena a la opinión pública hasta que comenzaron las investigaciones policiales sobre ella. En 2010, en el contexto en que dichas investigaciones saltaban a los medios de comunicación con motivo del levantamiento del secreto de sumario, Esperanza Aguirre solicitó su baja de Fundescam. La Fundación pasó a presidirla hasta su disolución Gádor Óngil Cores, número tres en las listas del PP de Madrid.

## Investigación judicial

### Años 2002-2004

#### Investigación a las empresas de Francisco Correa (Caso Gürtel)

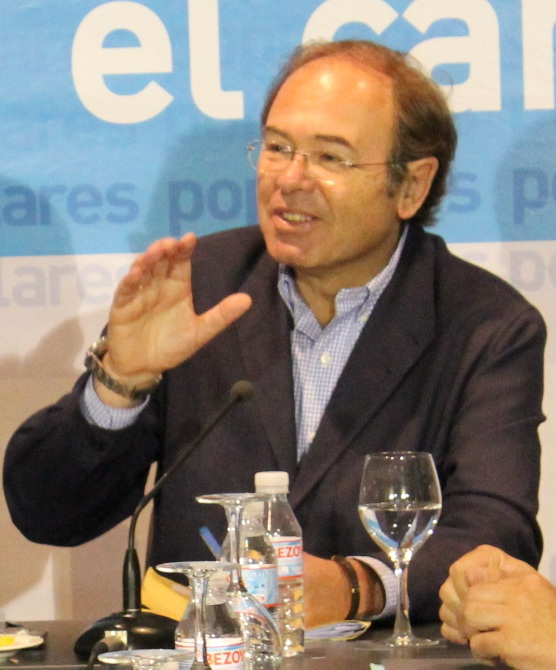
El expresidente del Partido Popular de la Comunidad de Madrid, Pío García-Escudero Márquez presidió Fundescam entre los años 2000 y 2004.

Los primeros indicios que apuntaban a las actividades ilícitas de Fundescam datan de las investigaciones llevadas a cabo en 2007 por la Fiscalía Anticorrupción a las empresas propiedad del empresario Francisco Correa, (denominada judicialmente caso Gürtel). En uno de los registros a dichas empresas, se incautó un pendrive en el que se encontraba un fichero titulado «PP-MADRID» que contenía el detalle de múltiples facturas emitidas por los actos del PP madrileño pagadas en diciembre de 2002 y noviembre de 2004, así como facturas a cargo del Ayuntamiento de Móstoles, el Partido Popular de Majadahonda y la Fundescam, entre otros.
Según estos documentos, las empresas relacionadas con la trama Gürtel que se investigaba en la Comunidad valenciana, también habrían financiado las campañas del partido popular en 2003, así como la realización del Congreso regional en que Esperanza Aguirre tomó el poder del partido. También habrían sido las responsables de la organización de la campaña de las elecciones generales de 2004 y los comicios europeos celebrados el mismo año.
Los archivos encontrados por la UDEF en los ordenadores de las empresas de Gürtel, denominados  «Cambios de facturación 2003-2004bárcenas.xls» y «Facturación PP Madrid.doc» evidenciaban como dichas empresas emitían facturas a cargo del PP de Madrid, el Grupo Grupo Popular del Ayuntamiento de Móstoles, PP de Majadahonda, Fundescam y el PP nacional con conceptos falsos, con el fin de ocultar que cobraba por actos electorales. En dichos archivos se identificaba bajo los nombres de «LBarcenas» o «LB» al por entonces tesorero del Partido Popular, Luis Bárcenas, como encargado de la gestión de dichas facturas e introductor de las empresas relacionadas con Gürtel en la financiación del partido.
En 2009 un medio de comunicación filtró parte de la documentación incautada, que se encontraba bajo secreto de sumario. En dicha documentación se detallaban las facturas falsas que el entramado de empresas habría utilizado para financiar las campañas electorales por un importe aproximado de un millón de euros. En concreto, las facturas aludían a las elecciones autonómicas a la comunidad de Madrid del 25 de mayo de 2003, así como la repetición de dichos comicios que se llevó a cabo el 26 de octubre. El mecanismo se realizaba a través de Fundescam: Los empresarios realizaban donaciones privadas a la fundación semanas antes de la campaña, y a continuación el Partido Popular, mediante facturas falsas utilizaba dichos fondos para financiarse. Además, se detectó que una buena parte de los empresarios que donaban a Fundescam fueron adjudicatarios de contratos públicos de la Comunidad de Madrid tras las elecciones.

#### Filtración de las facturas de Special Events

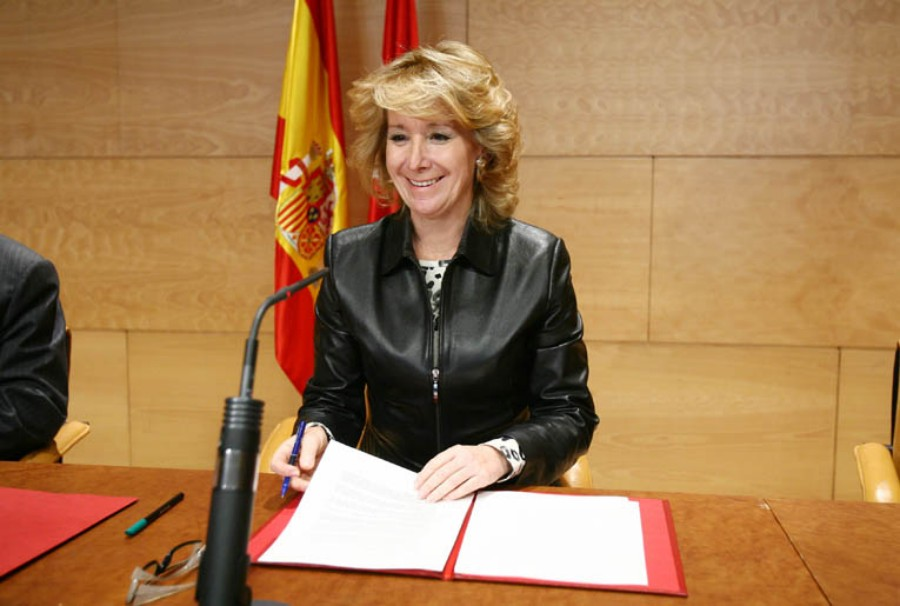
Esperanza Aguirre asumió la presidencia de Fundescam en 2004, meses después de ser elegida presidenta del Partido Popular de Madrid.

Una de las empresas más relevantes en su cuantía económica se trataba de a agencia de organización de eventos Special Events, S.L., propiedad de Francisco Correa y administrada por el antiguo secretario de organización del PP de Galicia, Pablo Crespo. A finales de 2005, Special Events demandó al PP de Madrid reclamando el importe de cuantiosas facturas que el partido tenía pendientes de pago a su empresa. Crespo entregó un documento privado a los dirigentes del PP de Madrid  (posteriormente filtrado a la prensa) en el que se evidenciaban la financiación irregular que se llevaba a cabo. El documento en cuestión se trataba de un listado de las facturas emitidas por Special Events al PP nacional, el PP de Madrid y Fundescam entre diciembre de 2002 y noviembre de 2004. El listado distinguía dos columnas: una llamada «Concepto Real» donde aparecían referenciadas las elecciones autonómicas de 2004, las europeas de 2004 y el congreso regional de 2004, y una segunda columna llamada «Concepto Factura» donde se listaban los falsos conceptos bajo los cuales se emitían las facturas y en los que aparecían descripciones como «Montaje de Cursos y seminarios», «Transporte, guía y manutención viajes»,...
A pie de página, había una nota manuscrita en la que aparecía el día y hora de la primera audiencia del juicio, lo cual la fiscalía entendía como una amenaza por parte de Crespo de filtrar dicha documentación si el partido no pagaba las facturas pendientes. El juicio no se llegó a producir, ya que unos días antes ambas partes llegaron a un acuerdo previo por el cual el PP se comprometía a pagar todas las facturas pendientes de abono a Special Events.
Una vez el Tribunal Superior de Justicia de Madrid levantó el secreto de sumario sobre 17.000 folios el 6 de octubre de 2009, Esperanza Aguirre se desligó por completo de las actividades de Fundescam, justificándose en que ella que no llegó a la presidencia del PP de Madrid hasta la segunda mitad de 2003, por lo que atribuía cualquier actividad relacionada con el tema a Pío García Escudero. A pesar de que posteriormente había sido presidenta de la fundación, Aguirre negó ser consciente de la actividad de Fundescam o haberse implicado nunca en su gestión. Este a su vez derivó las responsabilidades al jefe de las campañas electorales de Aguirre, Juan Carlos Vera, quien implicó a su amigo, Jesús Sepúlveda al estar a las órdenes de Alberto López Viejo y Alfonso Bosch, los tres imputados en el caso Gürtel. La presidenta expulsó de militancia a dichos imputados ese mismo día.
La fiscalía anticorrupción consideró probado que las campañas y actos del Partido Popular nacional y el de Madrid se financiaron de manera irregular y que efectivamente se había cometido delito electoral en los años 2003 y 2004, sin embargo, el juez no abrió juicio oral al estar dichos delitos ya prescritos en el momento de su investigación.

### Años 2007-2011
Por otro lado, empresarios como Gerardo Díaz Ferrán efectuaron donaciones millonarias a la Fundescam meses antes de comicios. Después de las elecciones, el Gobierno de la Comunidad de Madrid presuntamente efectuaba adjudicaciones fraudulentas de obra pública o concesiones a las empresas de Díaz Ferrán como contraprestación.